# Кровь Триединства
Кровь Триединства (яп. トリニティ・ブラッド торинити бураддо, англ. Trinity Blood) — серия постапокалиптических лайт-новел, принадлежащих перу японского автора Ёсиды Сунао. Публиковалась в журнале The Sneaker издательства Kadokawa Shoten с иллюстрациями Торес Сибамото. По мотивам «Крови Триединства» были позднее созданы двадцатичетырехсерийный аниме-сериал, выпущенный в 2005 году студией Gonzo, и одноимённая манга Кудзё Киё, которая на сегодняшний день насчитывает шестнадцать томов. Помимо постапокалиптических мотивов в произведении ощущается сильное влияние классических историй про вампиров, что послужило поводом для многочисленных сравнений его с сериалами «Хеллсинг» и «Ди, охотник на вампиров». В апреле 2010 года компания «Комикс-Арт» объявила о приобретении лицензии на российское издание манга-сериала.

## Создатели
Оригинальная задумка эпопеи «Кровь Триединства» («Trinity Blood») принадлежала японскому автору Сунао Ёсиде, который написал две серии повестей, озаглавленные «Trinity Blood: Reborn on the Mars» и «Trinity Blood: Rage Against the Moons» и переведённые на корейский и китайский язык. Сунао не успел завершить свой труд из-за тяжёлой болезни лёгких, безвременно оборвавшей его жизнь 15 июля 2004 года, незадолго до анонса аниме-адаптации. Его друг и коллега, Ясуи Кентаро, взял на себя ответственность продолжать написание повестей.
Параллельно с повестями издавалась манга-адаптация авторства Кудзё Киё, который иллюстрировал оригинальные повести. Режиссёр Томохиро Хирата и студия Gonzo экранизировали мангу и повести в одноимённый аниме-сериал, являющийся наиболее известной адаптацией трудов Сунао в России. Данная статья в основном опирается на аниме, так как все три версии содержат значительные различия.

## Предыстория
В 2080 году перед человечеством остро встала проблема перенаселения. Тогда же был основан проект «Красный Марс», который имел целью колонизировать соседнюю планету. В рамках этого проекта в разных лабораториях были искусственно созданы четыре человека — Лилит, Каин, Авель и Сес, двое из которых, Авель и Каин, имели почти идентичную генетическую информацию. Со временем из объектов экспериментов они превратились в руководителей этого проекта, каждый в своей области. Дальше всех продвинулся Каин: добрый, мягкий, дружелюбный, он умел завоевывать любовь и доверие; а вот характер Авеля, напротив, оставлял желать лучшего.
Наконец, была организована первая экспедиция на Марс, куда отправили в общей сложности 100 000 человек, в том числе и четверых искусственно созданных. Позже прислали ещё одну группу, вторую волну колонизации.
На Марсе характер Авеля окончательно испортился, и остальные решили от него избавиться, бросив его где-то в неизведанных областях. Лилит, узнав об этом, тут же помчалась за ним и нашла его, но на обратном пути её машина сломалась, и они вынуждены были добираться пешком. Заблудившись в неисследованной местности, они обнаружили космический корабль «Ковчег» со следами деятельности некой разумной жизни.
На корабле, в числе прочего, были обнаружены и новые технологии — наномашины «крусники», которые, будучи привиты живым существам, развивали в них сверхспособности.
Через некоторое время в лаборатории, в которой работали Каин и его ассистент, произошёл несчастный случай. Точно неизвестно, что там случилось, но Каину и ассистенту грозила смерть, и тогда Сес, желая спасти жизнь брата, приняла решение ввести в кровь Каина и его ассистента «крусников». Каин выжил, а ассистент — нет.
На Земле очень заинтересовались новыми технологиями. Всем хотелось воспользоваться преимуществами, которые давали эти чудесные наномашины, но никто не хотел ими делиться, и это привело к Третьей мировой войне, которую позже назовут Армагеддоном. Большая часть земных материков была уничтожена, от Евразии остались только Европа и Ближний Восток.
Тем временем оставшийся на Марсе Каин очень изменился. Несмотря на кажущуюся доброту, в глубине души Каин ненавидел человечество, которое сделало его подопытным кроликом и лишило права на «нормальную жизнь». Инфицирование «крусником» стало катализатором. Каин выпустил своих демонов наружу и развязал гражданскую войну. В результате был уничтожен один из кораблей, доставивших людей на Красную планету, и произошло выдворение первой волны колонизаторов.
«Возвращенцы», вышвырнутые Каином, прибыли на Землю через 80 лет после Армагеддона. С ужасом поняв, что человечество лишилось основных достижений технологии и самой цивилизации, они помогли людям кое-что восстановить.
Авель и Сес тоже ввели себе «крусников» и со второй волной колонизаторов отбыли обратно на Землю на «Ковчеге». Впрочем, корабль не сел на Землю — он был оставлен на орбите в качестве искусственного спутника, а транспортировка людей между «Ковчегом» и Землёй осуществлялась особым лифтом. Вторая волна колонизаторов была настроена вовсе не так дружелюбно — марсиане уже осознали своё превосходство над людьми, и судьба человечества их больше не заботила. Каин не скрывал своих намерений уничтожить человечество, но Авель, Сес и Лилит были против. Скоро произошёл несчастный случай — один из землян убил «возвращенца». Авель пришёл в неистовство, а Каин решил использовать это как повод для начала войны.
Однако Лилит твердо встала на сторону людей. Она по-прежнему считала колонизаторов и землян одинаковыми. Лилит была очень дорога Авелю — после того, как она спасла его на Марсе, он чувствовал к ней привязанность. Авель не раскаялся, нет, но впервые в жизни он начал сомневаться в правильности своих поступков и ненадолго отошёл от дел.
И вот тут-то выяснилось, что такое «крусники». Наномашины «крусник» — это особая паразитирующая форма жизни, которая живёт за счет носителя и овладевает его разумом. Стопроцентным Крусником становиться категорически нельзя — они завладеют сознанием носителя полностью.
Тем временем Лилит предложила Каину переговоры на «Ковчеге». Каин, который к тому времени стал 100%-ным Крусником, сделал вид, что согласился, чтобы воспользоваться ситуацией и убить Лилит. Авель, узнав о переговорах, понял, что на самом деле затевает Каин, но опоздал — Каин убил Лилит. Озверев от такого, Авель, который никогда не отличался смирным и терпеливым нравом, пытается убить Каина, засунув его в коридор лифта, то есть, по сути, отправив на Землю через открытый космос. После чего Авель забирает тело Лилит, уничтожает лифт на «Ковчеге» и отбывает с телом Лилит в неизвестном направлении.
На Земле же продолжалось противостояние — несмотря на то, что их лидер пропал и, очевидно, погиб, «возвращенцы» уже привыкли считать себя сверхрасой и не собирались оставлять в живых простых людей.
Слабое человечество не могло дать достойный отпор расе сверхлюдей, и ему грозила гибель; но вдруг обнаружилось, что наномашины «возвращенцев» на Земле то ли дали сбой, то ли мутировали — они начали поглощать красные клетки крови носителей. Поэтому «возвращенцы» нуждались в гемоглобине; кроме того, они стали бояться ультрафиолетовых лучей, потому что могли сгореть в них заживо. То есть они боялись солнца и им нужно было пить кровь, чтобы выжить. Люди прозвали их вампирами.

## Мир сериала
Действие сериала происходит в 3060 году от Рождества Христова, через 900 лет после Третьей мировой войны, почти уничтожившей мир. Хотя причины войны, спустя столько времени более известной как «Армагеддон», стёрлись из памяти людей, тяжёлое наследство прошлого продолжает отравлять жизнь переживших катаклизм.
Во-первых, единственными участками Земли, оставшимися пригодными для жизни, являются Южная и Восточная Европа, а также часть Британских островов, Ближнего Востока и северное побережье Африки. Во-вторых, из-за разрушений, которые принесла с собой война, большинство технологических и культурных достижений человеческой цивилизации были утеряны. Больше всего «потерянных технологий» по непонятным (изначально) причинам к 3060-му году сохранило государство Альбион, расположенное на территории современной Англии. Двумя другими крупнейшими государствами мира являются Ватикан (территория современной Италии) и Империя истинного человечества, также известная как Империя мафусаилов (территория современной Турции и часть Восточной Европы). Ватикан и империя имеют общую границу, и она проходит (по крайней мере, отчасти) по Дунаю.

### Вампиры
Вторыми в мире по технологическим достижениям считаются вампиры. Появление новой, одарённой превышающими человеческие способностями расы принято связывать со случайными мутациями, вызванными использованием ядерного оружия, однако на самом деле вампиры являются обычными людьми, живущими в симбиозе с наномашинами "бациллус кудораку", ещё одним видом наномашин, обнаруженным на ковчеге. Кудораку значительно слабее крусников и служат для последних пищей. Из этого становится понятно, зачем крусникам необходимо пить кровь вампиров.
Слово «вампиры» используется по отношению к заражённым из-за ряда особенностей, поразительно схожих с классическими сверхъестественными способностями вампиров средневековой традиции: нечеловеческая скорость реакции и движений, ускоренная регенерация, боязнь солнечного света (вернее, только ультрафиолета), и самое главное — регулярная потребность потреблять гемоглобин из крови незараженных людей. Последняя, правда, без проблем удовлетворяется искусственными источниками.
Большинство заражённых вирусом считают термин «вампир» унизительным, предпочитая слово «мафусаилы» (производная от латинского написания имени самого старого человека, отмеченного в Библии, — Мафусаила, — Methuselah), намекая тем самым на продолжительность своей жизни, в среднем во много раз превышающую продолжительность жизни обычного человека. Эта антипатия особенно сильна в рядах знати Империи мафусаилов.

### Крусники
Со времён появления первых Мафусаилов получила широкое распространение легенда о крусниках (от сербского «Krysnik» — колдун, морок, заклинатель вампиров; см. также «крестник») — существах, питающихся кровью людей, заражённых вирусом (то есть кровью мафусаилов) точно так же, как они сами пьют кровь обычных людей. Главный герой сериала Авель Найтроуд является Крусником 02; кроме него, существуют ещё три крусника: его старший брат Каин 01, их сестра Сес Найтроуд 03 и Лилит Саль 04, их прототип. Но после того, как Каин убивает Лилит, Авель сбрасывает его с корабля «Ковчег», или «Второй луны». Спустя 900 лет Каин возвращается к жизни и воссоздаёт (или прибирает к рукам воссозданный другими) орден розенкрейцеров. Сес стала императрицей Империи Истинного Человечества, а Авель пропал (возможно, остался у могилы Лилит). Ко времени начала действия сериала Авель Найтроуд — священник на службе Ватикана.

## Сюжет
Сюжет сериала разворачивается через девять веков после Армагеддона в мире, где Мафусаилы, основавшие свою Империю в Восточной Европе, и люди, оплотом которых считается Ватикан, находятся в постоянном противостоянии на почве взаимной ксенофобии и неприятия друг друга. Третий центр силы, человеческое королевство Альбион, не вмешивается в противостояние, однако не может более и сдерживать две противоборствующие стороны, как ранее, когда ещё жива была властная, дальновидная, но не оставившая законных наследников королева.
Тем не менее, в верхах Ватикана зреет план примирения с Империей. Кардинал Катерина Сфорца, создательница и руководительница организации «AX» (Эй-Экс), особого отделения министерства иностранных дел Ватикана, поставила своей целью найти общий язык с верхушкой Империи, однако её задача неизмеримо усложняется как общим презрением и жестокостью Мафусаилов по отношению к обычным людям, так и радикальной политикой её старшего брата, кардинала Франческо ди Медичи, главы департамента Конгрегации Св. Церкви и ещё ряд постов. Молодой (слишком молодой) папа римский Алессандро XVIII, будучи неопытным и мягким политиком и одновременно младшим братом обоих кардиналов, постоянно вынужден разрываться между их требованиями.
И в этой нестабильной ситуации происходит первое из цепи событий, которые окажутся судьбоносными для всех людей и Мафусаилов мира, — один из летучих кораблей Альбиона оказывается захвачен пешкой, исполнителем, марионеткой террористической организации, которая носит имя орден Розенкрейцеров.

## Список томов лайт-новел

### Rage Against the Moons
| № | Заглавие                                                  | В Японии                           | В США                                  |
| - | --------------------------------------------------------- | ---------------------------------- | -------------------------------------- |
| 1 | From the Empire Furomu ji Enpaia (フロム・ジ・エンパイア) | 27 апреля 2001 ISBN 4-04-418404-6  | 10 апреля 2007 ISBN 978-1-59816-953-9  |
| 2 | Silent Noise Sairento Noizu (サイレント・ノイズ)          | 26 декабря 2001 ISBN 4-04-418406-2 | 11 декабря 2007 ISBN 978-1-59816-954-6 |
| 3 | Know Faith Nō Feisu (ノウ・フェイス)                      | 31 августа 2002 ISBN 4-04-418408-9 | 12 июня 2008 ISBN 978-1-59816-955-3    |
| 4 | Judgement Day Jajjimento Dei (ジャッジメント・デイ)       | 28 марта 2003 ISBN 4-04-418410-0   | 27 апреля 2010 ISBN 978-1-59816-956-0  |
| 5 | Bird Cage Bādo Kēji (バード・ケージ)                      | 1 февраля 2004 ISBN 4-04-418413-5  | —                                      |
| 6 | Apocalypse Now Apokaripusu Nau (アポカリプス・ナウ)       | 28 декабря 2004 ISBN 4-04-418415-1 | —                                      |

### Reborn on the Mars
| № | Заглавие                                            | В Японии                           | В США                                 |
| - | --------------------------------------------------- | ---------------------------------- | ------------------------------------- |
| 1 | The Star of Sorrow Nageki no Hoshi (嘆きの星)       | 28 февраля 2001 ISBN 4-04-418403-8 | 7 августа 2007 ISBN 978-1-4278-0090-9 |
| 2 | The Iblis Nessa no Tenshi (熱砂の天使)              | 31 июля 2001 ISBN 4-04-418405-4    | 8 апреля 2008 ISBN 978-1-4278-0091-6  |
| 3 | Empress of the Night Yoru no Joō (夜の女皇)         | 29 июня 2002 ISBN 4-04-418407-0    | 3 ноября 2009 ISBN 978-1427800923     |
| 4 | Mark of the Holy Woman Seijo no Rakuin (聖女の烙印) | 27 декабря 2002 ISBN 4-04-418409-7 | 29 ноября 2010                        |
| 5 | Throne of Roses Bara no Gyokuza (薔薇の玉座)        | 1 августа 2003 ISBN 4-04-418411-9  | —                                     |
| 6 | Crown of Thorns Ibara no Hōkan (茨の宝冠)           | 1 ноября 2003 ISBN 4-04-418412-7   | —                                     |

### Canon
Книга Torinitei Buraddo Canon Shingaku Taizen (яп. トリニティ・ブラッド Ｃａｎｏｎ　神学大全), изданная в Японии 1 мая 2005 года компанией Kadokawa Shoten, содержала четыре рассказа, не вошедшие в предыдущие тома (Gunmetal Hound, Human Factor, ROM VII — Aurora’s Fang и Stories Untold). За исключением японской версии, была также переведена на традиционный китайский и опубликована в феврале 2010 года тайваньским подразделением Kadokawa. На других языках не издавалась.

## Аниме

### Список серий
1. Flight Night (Ночной полёт)
2. Witch Hunt (Охота на ведьм)
3. The Star Of Sorrow I. City of Blood (Звезда Скорби I. Город крови)
4. The Star Of Sorrow II. Hunter’s Banquet (Звезда Скорби II. Пир охотников)
5. Yesterday, Today and Tomorrow (Вчера, Сегодня, Завтра)
6. Sword Dancer (Танцующий с мечом)
7. Never Land (Нетландия)
8. Silent Noise (Беззвучный шум)
9. Overcount I. The Belfry Of Downfall (Последний отсчёт. Часть 1. Колокольня, несущая смерть)
10. Overcount II. Lucifer’s Choice (Последний отсчёт. Часть 2. Выбор Люцифера)
11. From the Empire (Из Империи)
12. The Iblis I. Evening Visitors (Иблис. Часть 1. Вечерние гости)
13. The Iblis II. Betrayal Blaze (Иблис. Часть 2. Пламя предательства)
14. The Ibils III. A Mark of Sinner (Иблис. Часть 3. Печать грешника)
15. The Night Lords I. The Return of Envoy (Повелители ночи. Часть 1. Возвращение посланника)
16. The Night Lords II. Twilight Of The Capital (Повелители ночи. Часть 2. Сумерки столицы)
17. The Night Lords III. The Island Of Her Darling Children (Повелители ночи. Часть 3. Остров её любимых детей)
18. The Night Lords IV. The Palace Of Jade (Повелители ночи. Часть 4. Нефритовый дворец)
19. The Night Lords V. A Start of Pilgrimage (Повелители ночи. Часть 5. Начало странствия)
20. The Throne of Roses I. Kingdom of the North (Трон из роз. Часть 1. Северное королевство)
21. The Throne of Roses II. The Refuge (Трон из роз. Часть 2. Пристанище)
22. The Throne of Roses III. Lord of Abyss (Трон из роз. Часть 3. Князь бездны)
23. The Crown of Thorns I. City in the Mist (Терновый венец. Часть 1. Город в тумане)
24. The Crown of Thorns II.The Road of Oath (Терновый венец. Часть 2. Путь клятвы)